# Ophiacanthidae
De Ophiacanthidae zijn een familie van slangsterren uit de orde Ophiurida.

## Geslachten
- Alternacantha Thuy & Meyer, 2012 †
- Dermacantha Thuy, 2013 †
- Dermocoma Hess, 1964 †
- Eolaxoporus Thuy, 2013 †
- Europacantha Thuy, 2013 †
- Geromura Thuy, 2013 †
- Hanshessia Thuy & Meyer, 2012 †
- Inexpectacantha Thuy, 2011 †
- Ishidacantha Thuy, 2013 †
- Juracantha Thuy, Marty & Comment, 2013 †
- Krohcoma Thuy, 2013 †
- Lapidaster Thuy, 2013 †
- Leadagmara Thuy, Ishida, Doi & Kroh, 2012 †
- Manfredura Thuy, 2013 †
- Microphiura Mortensen, 1910
- Ophiacantha Müller & Troschel, 1842
- Ophiacanthella Verrill, 1899
- Ophialcaea Verrill, 1899
- Ophienigma Stöhr & Segonzac, 2005
- Ophientrema Verrill, 1899
- Ophiocamax Lyman, 1878
- Ophiochondrella Verrill, 1899
- Ophiochondrus Lyman, 1869
- Ophiocopa Lyman, 1883
- Ophiodaces Koehler, 1922
- Ophiodelos Koehler, 1930
- Ophiodictys Koehler, 1922
- Ophiogaleus Thuy, 2013 †
- Ophiogema Koehler, 1922
- Ophiohamus O'Hara & Stöhr, 2006
- Ophiojagtus Thuy, 2013 †
- Ophiolamina Stöhr & Segonzac, 2006
- Ophiolebes Lyman, 1878
- Ophioleviathan Thuy, 2013 †
- Ophiolimna Verrill, 1899
- Ophiomalleus Thuy, 2013 †
- Ophiomedea Koehler, 1906
- Ophiomitra Lyman, 1869
- Ophiomitrella Verrill, 1899
- Ophiomoeris Koehler, 1904
- Ophioparva Guille, 1982
- Ophioplinthaca Verrill, 1899
- Ophiopristis Verrill, 1899
- Ophioripa Koehler, 1922
- Ophiosemnotes Matsumoto, 1917
- Ophiosternle Thuy & Schulz, 2012 †
- Ophiothamnus Lyman, 1869
- Ophiotoma Lyman, 1883
- Ophiotreta Verrill, 1899
- Ophiurothamnus Matsumoto, 1917
- Reitneracantha Thuy, 2013 †
- Sabinacantha Thuy, 2013 †